# Pedro Campos Calvo-Sotelo
Pedro Campos Calvo-Sotelo (ur. 6 marca 1955 r.) – hiszpański żeglarz, który brał udział w wielu edycjach regat o Pucharu Ameryki oraz Volvo Ocean Race. Campos zdobył wiele medali w różnych klasach, w tym w klasach Vaurien, Snipe, Dragon, Star, 470 i 420.
Campos zaangażował się w kampanię utworzenia hiszpańskiego zespołu na regaty o  Pucharu Ameryki, Desafio España Copa America na regaty o Puchar Louisa Vuittona w 1992 r., które są eliminacją pretenderów do regat o srebrny dzbanek. Drużyna reprezentująca klub Monte Real Club de Yates de Bayona zajęła piąte miejsce. Ponownie rywalizowali w Louis Vuitton Cup 1995, kończąc na szóstym miejscu. Zespół Desafio Español ponownie wystartował w 2000 Louis Vuitton Cup, zajmując siódme miejsce.
Następnie zwrócił uwagę na Volvo Ocean Race 2005–2006, organizując hiszpański zespół, movistar. Na regatach Volvo Ocean Race 2008–2009 zespół był sponsorowany przez firmę Telefónica, startując dwiema łodziami. Telefónica Blue zajęła trzecie miejsce. Campos pokonał Telefónica Black podczas wyścigów w porcie.
Telefónica ponownie wystartowała Volvo Ocean Race 2011–2012, zajmując czwarte miejsce. Zespół zmienił nazwę na Mapfre na edycję Volvo Ocean Race 2014–2015 i ponownie zajął czwarte miejsce. Zespół Mapfre wystartował w edycji 2017-2018 zajmując drugie miejsce.
Jest prezesem Hiszpańskiej fill firmy North Sails i członkiem Royal Order of Sports Merit.